# 12199 Sohlman
12199 Sohlman (1980 TK6) là một tiểu hành tinh vành đai chính được phát hiện ngày 8 tháng 10 năm 1980 bởi L. V. Zhuravleva ở Đài vật lý thiên văn Crimean.